# Horst Eckel
Horst Eckel (Vogelbach, Renania-Palatinado, 8 de febrero de 1932-Landstuhl, Renania-Palatinado, 3 de diciembre de 2021) fue un futbolista alemán que desempeñó gran parte de su carrera en el 1. FC Kaiserslautern y que se consagró campeón del Mundo en Suiza 54.
Fue el último jugador superviviente del Milagro de Berna hasta su fallecimiento el 3 de diciembre de 2021.

## Carrera
| Club                   | País     | Año         |
| ---------------------- | -------- | ----------- |
| 1. FC Kaiserslautern   | Alemania | 1949 - 1960 |
| SV Röchling Völklingen | Alemania | 1960 - 1968 |

## Selección nacional
Fue internacional con la Selección de fútbol de Alemania donde debutó contra Noruega por un partido de la clasificación europea para la Copa Mundial de 1954. En total jugó doce partidos y no anotó goles, sin embargo participó con su selección en dos Copas Mundiales.

### Participaciones en Copas del Mundo
En Suiza 54 jugó todos los partidos que disputó su seleccionado y como titular. En Suecia 58 también fue titular y jugó todos los partidos de la fase final, en la fase de grupos solo jugó contra la Argentina.
| Mundial                        | Sede   | Resultado    | PJ | Goles |
| ------------------------------ | ------ | ------------ | -- | ----- |
| Copa Mundial de Fútbol de 1954 | Suiza  | Campeón      | 6  | 0     |
| Copa Mundial de Fútbol de 1958 | Suecia | Cuarto lugar | 4  | 0     |

## Palmarés
- Campeón de la Alemania de 1951 y 1953.